# Thermenherrscher

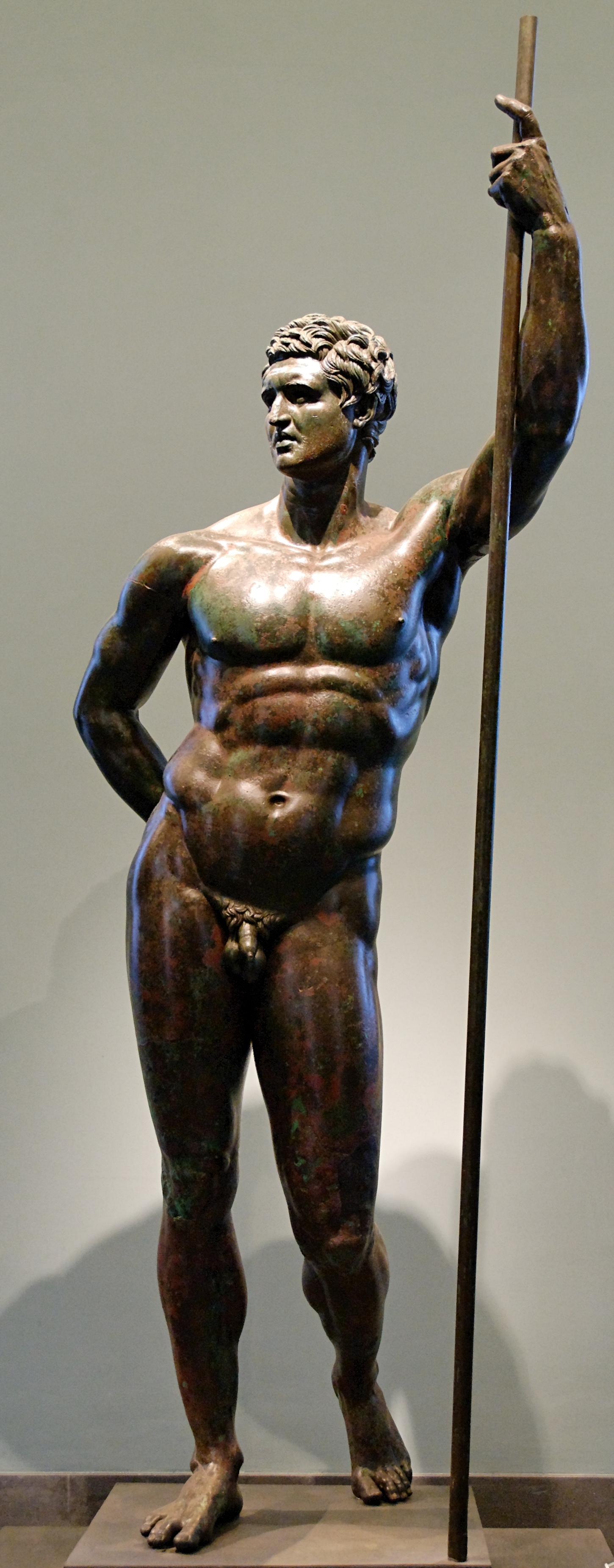

Der Thermenherrscher ist eine hellenistische Großbronze in bestem Erhaltungszustand. Sie wurde in Rom unweit des 1885 entdeckten Faustkämpfers vom Quirinal gefunden. Die von den Füßen bis zum Scheitel 2,04 m hohe Skulptur befindet sich derzeit im Museo Nazionale Romano in Rom. Sie hat die Inventarnummer 1049.
Beide Statuen wurden am Ende der Antike absichtlich vergraben und waren wohl einst Teil der statuarischen Ausstattung der Konstantinsthermen auf dem Quirinal. Die Datierung der Statue ist umstritten und schwankt zwischen der 2. Hälfte des 4. Jahrhunderts und der Mitte des 1. Jahrhunderts v. Chr., mit Tendenz zur Datierung ins 2. Jahrhundert v. Chr.

## Beschreibung

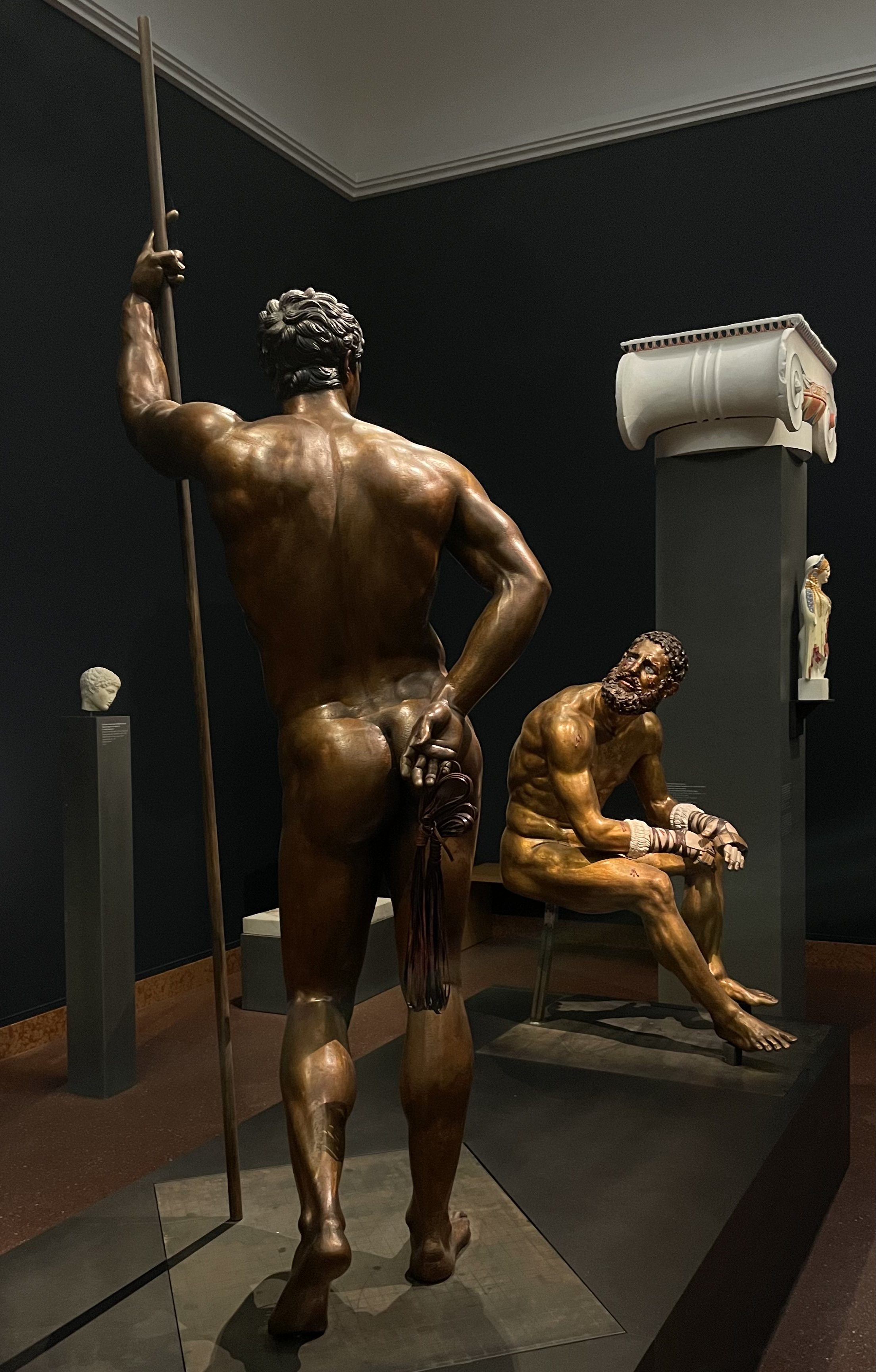
Experimentelle Rekonstruktion der Bronzefiguren vom Quirinal in Rom, Liebieghaus Polychromy Research Project

Nach ihrer Auffindung war die Bronzestatue in den Diokletiansthermen aufgestellt, woher sie den Namen erhalten hatte. Es handelt sich um eine aufrechtstehende hellenistische Bronzestatue, die einen auf eine Lanze gestützten nackten Mann darstellt. Mit der rechten Hand des leicht hinter den Körper geführten Armes stützt er sich auf dem Gluteus ab. Das Gewicht liegt auf dem rechten Standbein. Das Standmotiv, insbesondere in seinen Proportionen, deutet auf die stilistische Nachfolge von Lysipp. Die Identifizierung des Dargestellten ist in der Forschung umstritten. Es ist offen, ob es sich um einen hellenistischen Herrscher, einen römischen Feldherrn, der militärische Erfolge im griechischsprachigen Osten zu verbuchen hatte, oder um eine mythologische Gestalt – etwa einen der Dioskuren – handelt. Wichtig hierbei ist das fehlende Diadem, das ihn eindeutig als Herrscher ausweisen würde. Sein kurzer, leicht ungepflegter Bart könnte als Bart eines im Feld stehenden Soldaten interpretiert werden. Deshalb wird vermutet, dass der Dargestellte noch kein Herrscher, sondern ein Thronanwärter ist. Es gibt auch die Deutung, dass die im hellenistischen Stil gearbeiteten Statue eine Ehrenstatue für einen Römer sein könnte. So sehen es Stefan Lehmann, der die Identifizierung mit Quintus Caecilius Metellus Macedonicus vorschlägt, oder Detlev Kreikenbom, der sich z. B. auf die Studie über Augustus-Porträts des sogenannten Actium-Typus von Paul Zanker beruft.
Vinzenz Brinkmann und Ulrike Koch-Brinkmann ließen eine 1945 von Phyllis Williams Lehmann aufgestellte These wieder aufleben, nach der die Statue des Thermenherrscher den Dioskuren Polydeukes zeige, die mit dem Faustkämpfer vom Quirinal, die sie als den im Faustkampf besiegten bebrykischen König Amykos deutete, verbunden ist. Die Rekonstruktion als mythologische Gruppe wurde 2018 im Liebieghaus in Frankfurt/Main gezeigt und zur Diskussion gestellt. Gegen diese Rekonstruktion meldete Stefan Lehmann im Jahr 2019 Bedenken an.

## Andere Bronzestatuen
Der Thermenherrscher gehört zu den vollständig erhaltenen griechischen bzw. großgriechischen Bronzestatuen. Andere vollständig erhaltene Bronzestatuen sind der Faustkämpfer vom Quirinal, der Wagenlenker von Delphi, der Poseidon vom Kap Artemision, der Reiter vom Kap Artemision, der Athlet aus Lošinj, der Athlet von Fano und die Bronzestatuen von Riace.